# Метагерманат свинца
Метагерманат свинца — неорганическое соединение, соль металла свинца и метагерманиевой кислоты с формулой PbGeO3.

## Получение
- Спекание оксида германия(IV) и оксида свинца(II):

{\displaystyle {\mathsf {GeO_{2}+PbO\ {\xrightarrow {T}}\ PbGeO_{3}}}}

## Физические свойства
Метагерманат свинца образует кристаллы при медленном охлаждении от температуры 800°С до 650°С. При быстром охлаждении от 1000°С образуется аморфная масса.
Получены германаты свинца другого состава: Pb3GeO5 (темп. пл. 738°С), Pb5Ge3O11 (темп. пл. 738°С).
Кристаллические германаты свинца не растворяются в разбавленной серной кислоте, в отличие от аморфного состояния.